# Rue Haxo
La Rue Haxo es una calle de París (Francia), situada entre los distritos XX y XIX. Lleva el nombre de François Nicolas Benoît Haxo (1774-1838), general de la Revolución francesa y del Primer Imperio.

## Historia
Durante el siglo XVIII, es un callejón del parque del castillo de Ménilmontant.
La rue Haxo está formada por la antigua “rue de Vincennes” (situada entre la rue du Surmelin y la rue de Romainville) y la “rue de Pantin” o “rue du Pré-Saint-Gervais” (situadas entre la rue de Romainville y el bulevar Sérurier) . Su denominación actual la consagra un decreto del 2 de octubre de 1865.
El 30 de enero de 1918, durante la Primera Guerra Mundial, el número 118 de la rue Haxo sufre destrozos tras un ataque aéreo de aviones alemanes.

### Literatura
En El código Da Vinci, Dan Brown ubica la rue Haxo en el oeste de París, cerca del estadio Roland-Garros y la sede de un banco suizo, en el número 24. La dirección no exista ya que nunca se asignaron los números pares del 18 al 34 : el terreno contiguo está ocupado por el depósito de Ménilmontant y la desembocadura de la rue Darcy.